# Віталій Кривицький
Віталій Кривицький SDB (нар. 19 серпня 1972, Одеса) — український релігійний діяч, римсько-католицький єпископ, салезіянин, 30 квітня 2017 року призначений єпископом Київсько-Житомирської дієцезії в Україні.

## Життєпис
Народився 19 серпня 1972 у місті Одеса. В тому ж році був охрещений о. Тадеушем Хоппе.
У 1989 розпочав підпільну чернечу формацію в рідному місті під проводом салезіянина о. Тадеуша Хоппе.
У 1990—1991 вступив до Вищої Духовної Семінарії у м. Гродно (Білорусь).
1 січня 1991 р. став членом Салезіянського Згромадження святого Івана Боско, склавши монаші обіти. Того самого року розпочав навчання у Вищій Духовній Семінарії Салезіанського Згромадження у м. Кракові (Польща).
24 травня 1997 року прийняв священиче рукопокладення.
Закінчив Люблінський католицький університет Іоанна Павла II зі ступенем магістра богослов'я.
У 1997—1999 роках служив парафіяльним вікарієм в Одесі.
1999—2003 рр. засновував та очолював Молодіжний Центр Дон Боско в Одесі.
Від 2003 до 2012 року очолював парафію та салезіянську спільноту в Коростишеві на Житомирщині. Був засновником та головою правління БО Молодіжний Центр Дон Боско у Коростишеві.
У 2012—2014 рр. служив у Перемишлянах на Львівщині.
2014—2017 р. — настоятель парафії святого Петра Апостола в Одесі
Володіє українською, російською, англійською та польською мовами.

## Єпископ
30 квітня 2017 року Папа Франциск призначив преподобного о. Віталія Кривицького єпископом Київсько-Житомирської дієцезії в Україні. Єпископські свячення відбулися в Києві 24 червня 2017 року в соборі св. Олександра. Головним консекратором (святителем) був Апостольський Нунцій в Україні архієпископ Клаудіо Гуджеротті, а співсвятителями — Львівський митрополит РКЦ архієпископ Мечислав Мокшицький та ординарій Одесько-Сімферопольський єпископ Броніслав Бернацький.
У Конференції Єпископів РКЦ України очолює комісії:
- Комісія зовнішніх відносин,
- Комісія Екуменізму та міжрелігійного діалогу,
- Засобів Масової Комунікації (до 2023 р.).

Від 2017 року є постійним представником РКЦ у Всеукраїнській Раді Церков і Релігійних Організацій. У 2019 році, від імені РКЦ, очолював ВРЦіРО.
У березні 2023 року обраний заступником голови Конференції єпископів України.

## Галерея

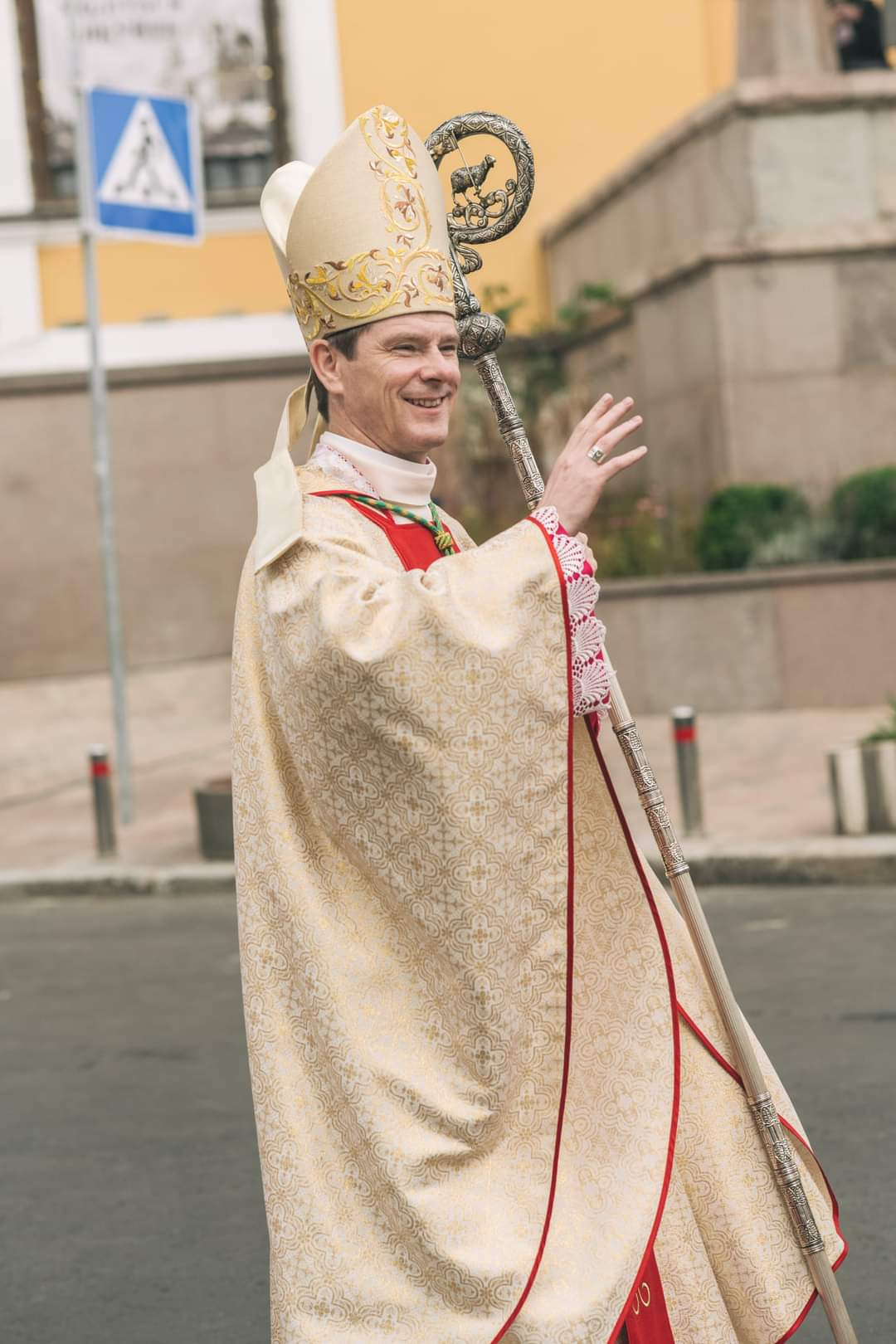
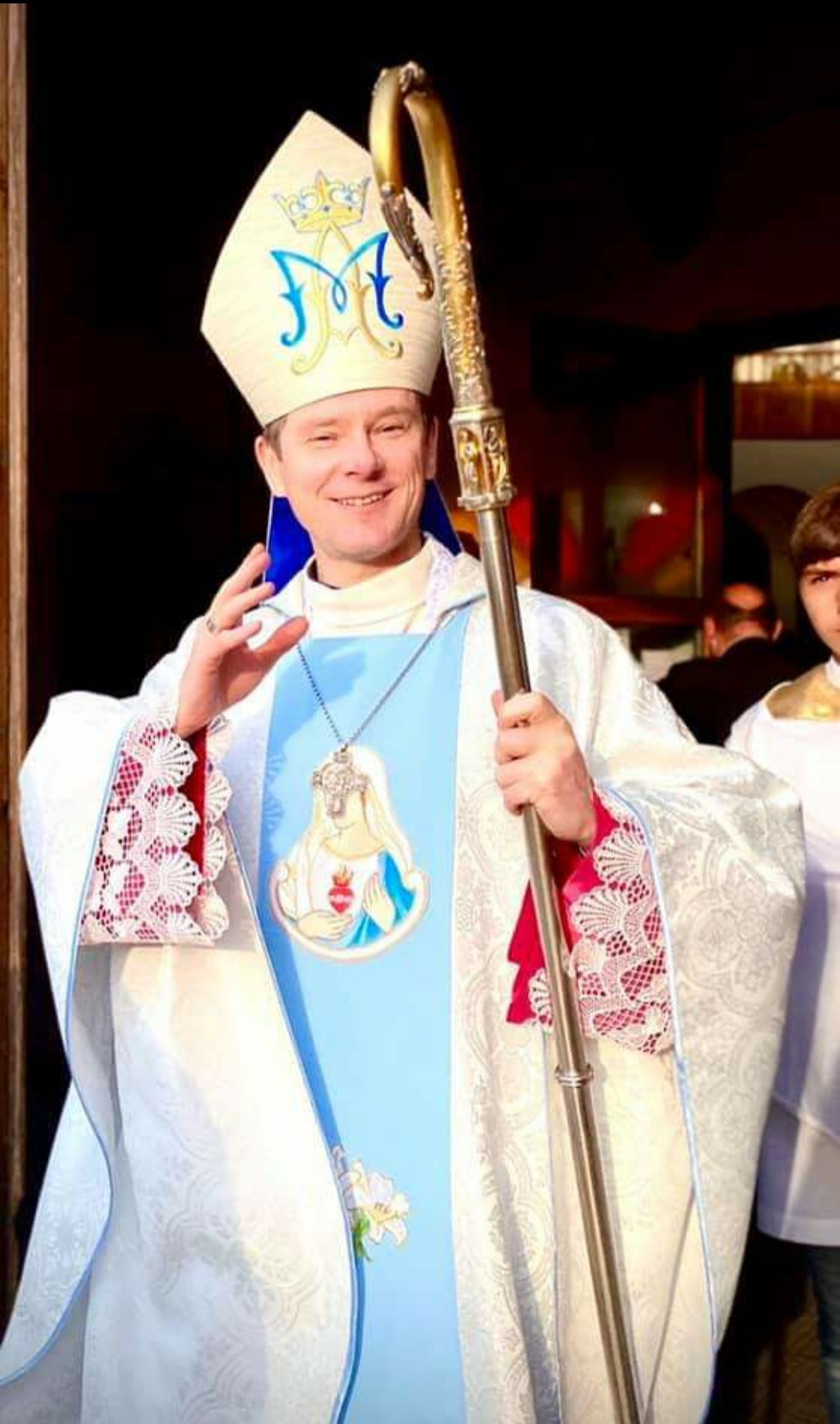